# Чатари, Ласло
Ласло (Ладислаус) Чатари (Чижик-Чатари) (венг. Csizsik-Csatáry László; 5 марта 1915, Мань, Австро-Венгрия — 10 августа 2013, Будапешт, Венгрия) — нацистский военный преступник из Словакии.

## Биография
Родился в 1915 году в городе Мань в Австро-Венгрии. В 1944 году в период оккупации Венгрией части Словакии служил в венгерской полиции. Руководил охраной гетто в городе Кошице. Участвовал в преследованиях евреев. По данным Центра Визенталя, Чатари был непосредственно причастен к убийству более 15 тысяч евреев, а также «избивал женщин плетью, заставлял узников копать замерзшую землю голыми руками и был причастен к другим зверствам».
За нацистские преступления Ласло Чатари был заочно приговорен чехословацким судом к смертной казни. В 1948 году он, выдавая себя за гражданина Югославии, бежал в Канаду, где получил канадское гражданство. В 1997 году Чатари лишили канадского гражданства, и он перебрался в Венгрию. В 2012 году Центр Симона Визенталя назвал его одним из самых разыскиваемых подозреваемых. Арестован в июле 2012 года в Будапеште.
В марте 2013 суд словацкого города Кошице заменил смертную казнь на пожизненное заключение. В 2013 году венгерской прокуратурой Ласло Чатари было предъявлено обвинение в содействии убийству 15700 евреев во Второй мировой войне.
Чатари умер 10 августа 2013 года от воспаления лёгких в Будапеште.